# Bomolochus indicus
Bomolochus indicus – gatunek widłonoga z rodziny Bomolochidae. Nazwa naukowa tego gatunku skorupiaków została opublikowana w 1988 roku przez biologów Kaliyamurthy, M., S.K. Singh i S.B. Singh.